# Matej Jurčo
Matej Jurčo (Poprad, 8 augustus 1984) is een Slowaaks voormalig wielrenner. Zijn vader Milan Jurčo was ook wielrenner. Matej werd in 2003 wereldkampioen tijdrijden voor militairen.

## Belangrijkste overwinningen
2003
- Slowaaks kampioen tijdrijden, Beloften
- 5e etappe Ronde van Egypte
- Proloog Ronde van Hongarije
- 5e etappe Ronde van Hongarije
- 1e etappe Ronde van Slowakije
- Wereldkampioen tijdrijden, Militairen

2004
- Slowaaks kampioen tijdrijden, Elite

2005
- Slowaaks kampioen tijdrijden, Elite

2006
- Slowaaks kampioen tijdrijden, Elite

2008
- Slowaaks kampioen tijdrijden, Elite
- Slowaaks kampioen op de weg, Elite

2010
- 4e etappe Ronde van Uruguay

2011
- 1e etappe Ronde van Mazovië

2012
- 4e etappe Ronde van Tsjechië

## Resultaten in voornaamste wedstrijden
| Jaar | Ronde van Italië | Ronde van Frankrijk | Ronde van Spanje |
| ---- | ---------------- | ------------------- | ---------------- |
| 2004 |                  |                     |                  |
| 2005 |                  |                     | opgave           |
| 2006 |                  |                     |                  |
| 2007 |                  |                     | 134e             |
| 2008 | 129e             |                     | 81e              |

| Jaar | Ronde van Vlaanderen | Luik-Bast.‑Luik | Ronde van Lombardije |  | WK op de weg |
| ---- | -------------------- | --------------- | -------------------- |  | ------------ |
| 2004 |                      |                 |                      |  | 86e          |
| 2005 | 79e                  |                 |                      |  |              |
| 2006 |                      | 104e            | 69e                  |  |              |
| 2007 |                      |                 |                      |  |              |
| 2008 |                      | 101e            |                      |  |              |

Wielerploegen van Matej Jurčo
Aug ·
Cadamuro · 
Carrara · 
Colleoni ·
Fadrny · 
Gasparre ·
Giordani ·
Gobbi ·
Hontsjar ·
Miorin · 
Noeritdinov ·
Palumbo · 
Rossi · 
Wegelius ·
Zanotti ·
Bonfanti (stagiair) ·
Jurčo (stagiair) ·
Vanotti (stagiair)
Borghi ·
Cadamuro · 
Gasparre ·
Giordani ·
Gobbi ·
Grigoli ·
Hontsjar ·
Jurčo ·
Lorenzetto ·
Miorin · 
Noeritdinov ·
Pugaci · 
Rizzi ·
Rossi · 
Vanotti ·
Visconti ·
Wegelius ·
Ghisalberti (stagiair) ·
Scognamiglio (stagiair)
Belli ·
Bertolini · 
Bonfanti · 
Borghi ·
Cadamuro · 
Celestino ·
Cortinovis ·
Fertonani ·
Furlan ·
Ghisalberti ·
Gobbi ·
Grigoli ·  
Hontsjar ·
Hryvko · 
Iglinski · 
Ivanov ·
Jurčo ·
Lorenzetto ·  
Ludewig ·
Noeritdinov ·
Quaranta ·
Rigotto ·
Solari ·
Valoti ·
Vanotti ·
Visconti ·
Djoedja (stagiair) ·
Scognamiglio (stagiair) ·
Zagorodni (stagiair)
Becke ·
Cadamuro ·
Celestino ·
Cortinovis ·
den Bakker · 
Djoedja ·  
Ghisalberti ·
Gobbi · 
Grabsch ·
Haueisen ·
Hryvko · 
Iglinski ·
Jurčo · 
Knees ·
Lorenzetto · 
Müller ·
Musiol ·
Ongarato ·   
Petacchi ·
Poitschke ·
Rigotto ·
Sabatini ·
Sacchi ·   
Schröder ·
Scognamiglio ·
Siedler ·
Vanotti ·
Velo ·
Visconti ·
Zabel
Astarloa ·
Celestino ·
Cortinovis ·
Djoedja ·  
Ghisalberti ·
Grabsch ·
Haueisen ·
Hryvko · 
Jurčo · 
Knees ·
Lancaster ·
Lorenzetto · 
Müller ·
Ongarato ·   
Petacchi ·
Poitschke ·
Rigotto ·
Sabatini ·
Sacchi ·   
Schröder ·
Schwager ·
Scognamiglio ·
Sieberg ·
Siedler ·
Terpstra ·
Velo ·
Zabel ·
Barla (stagiair) ·
Orlandi (stagiair) ·
Salvi (stagiair)
Astarloa (tot 31/05) ·
Barla ·
Djoedja ·  
Eichler ·
Gajek ·
Ghisalberti ·
Grabsch ·
Haueisen ·
Hryvko · 
Jurčo · 
Knees ·
Kux ·
Lancaster ·
Müller ·
Ongarato ·   
Petacchi (tot 30/04) ·
Poitschke ·
Rigotto ·
Roels ·
Sabatini ·
Schröder ·
Schwager ·
Terpstra ·
M. Velits ·
P. Velits ·
Velo ·
Zabel ·
Geschke (stagiair) ·
Hassink (stagiair) ·
Schluter (stagiair)
Ažaltovič · Hrbáček · Jurčo · Kováč · Mahďar · Marek · Nagy · Polievka · Rovňák · Šipeky · Tybor · Valach · Vyšna
Ažaltovič · Béreš · Chalás · Hrbáček · Jurčo · Kováč · Mahďar · Marek · Nagy · Novák · Polievka · Šipeky · Tybor · Vyšna
Baška · Broniš · Daško · Gavenda · Jurčo · Kolář · Kováč · Mahďar · Malovec · Taragel · Tybor · Vyšna
Baška · Broniš · Daško · Jurčo · Kováč · Mahďar · Malovec · Taragel · Tybor
Broniš · Dubeň · Holomek · Jurčo · Kováč · Krajíček · Lajcha · Mahďar · Strmiska · Tybor · Zanelli